# Cantonul Lyon-VII
Cantonul Lyon-VII este un canton din arondismentul Lyon, departamentul Rhône, regiunea Rhône-Alpes, Franța.